# فرحناز
فرحناز یک نام کوچک برای زنان است. افراد سرشناس با این نام از این قرارند:

## ریشه شناسی
«فرحناز» از دو بخش فرح (farah) به معنی «شاد شدن» و ناز (naz) به معنی «فخر» است.

## نام کوچک
- فرحناز امیرشقاقی، عضو تیم ملی قایقرانی زنان ایران
- فرحناز پهلوی، دختر محمدرضا پهلوی و فرح دیبا
- فرحناز منافی ظاهر، بازیگر سینما و تلویزیون ایرانی